# Sofosbuvir
Sofosbuvir (nomes comerciais:  Sovaldi e Virunon) é um fármaco utilizado em casos de hepatite C crônica. Foi eleito pela Revista Forbes como medicamento mais importante aprovado no ano de 2013.
O Sofosbuvir (substância ativa) é um agente antiviral de ação direta contra o vírus da Hepatite C. O Sofosbuvir (substância ativa) é um inibidor da polimerase NS5B do vírus da hepatite C, uma enzima essencial para a replicação do vírus. O Sofosbuvir (substância ativa) pode ser incorporado ao RNA do vírus da Hepatite C e agir inibindo a replicação do vírus

## Para que serve
O Sofosbuvir (substância ativa) é um análogo do nucleotídeo inibidor da polimerase NS5B do vírus da hepatite C (HCV) indicado para o tratamento de infecções de hepatite C crônica (HCC) como um componente da combinação do regime de tratamento antiviral.
A eficácia do Sofosbuvir (substância ativa) foi estabelecida em pacientes com infecção pelos genótipos 1, 2 ou 3 do HCV, incluindo aqueles com coinfecção HCV/HIV-1.
Os seguintes pontos devem ser considerados ao iniciar o tratamento com o Sofosbuvir (substância ativa):
- A monoterapia com Sofosbuvir (substância ativa) não é recomendada para o tratamento da HCC;
- O regime e a duração do tratamento são dependentes tanto do genótipo viral como da população de pacientes;
- A resposta ao tratamento varia de acordo com as características basais do paciente e os fatores relacionados ao vírus.